# Anchmare
Anchmare war ein Prinz der altägyptischen 4. Dynastie. Er war ein Sohn von Pharao Chephren; über seine Mutter ist nichts bekannt. Unter Chephrens Nachfolger Mykerinos hatte er das Amt des Wesirs inne und war somit der höchste Beamte nach dem König.
Anchmare gehört ein Felsengrab (G 8460) auf dem Central Field in Gizeh. Die Türrolle am Eingang des Grabes nennt den Namen und die Titel des Besitzers, weitere Inschriften sind nicht vorhanden. Im Grab wurde außerdem die Doppelstatue eines Schepsesnesut und seiner Frau Neferetius gefunden.